# Palazzo Donati (già Benzoni, Bernardi, Vailati)
Il palazzo Donati De’ Conti, già Benzoni, Bernardi, Vailati, è una dimora storica privata di Crema.

## Storia
Per quanto le prime notizie sull’esistenza di questa dimora risalgano alla fine del Cinquecento, l’immobile ha senz’altro origini più antiche: lo dimostra lo stemma collocato sopra un capitello del portico interno riconducibile al ramo di Giorgio Benzoni (Signore di Crema tra il 1405 e il 1423) che presenta un leone eretto con la spada ed un mastino, mentre gli altri rami della famiglia araldici sono privi del felino.
Nello Stato d’anime della parrocchia di San Giacomo all'anno 1595 risultava abitarvi Antonio Benzoni, discendente proprio del ramo di Giorgio, con la moglie Bianca Maria Placenzia.
L’ultima Benzoni fu Chiara che prima dell'anno 1631 andò sposa a Coriolano Bernardi, successore di una famiglia che vantava tra gli avi papa Eugenio III.
La famiglia Bernardi dimorò in questo stabile fino al 1822; nel 1824 figurava proprietaria Laura Premoli vedova Vailati, l’ultima Vailati fu Adelaide deceduta nel 1915.
Dopo un periodo in cui vi fu ospitato un ufficio per il lavoro (a cui afferivano sindacati di ispirazione migliolina), l’immobile fu, infine, acquistato dal notaio Francesco Donati De' Conti a cui eredi tuttora appartiene.

## Caratteristiche

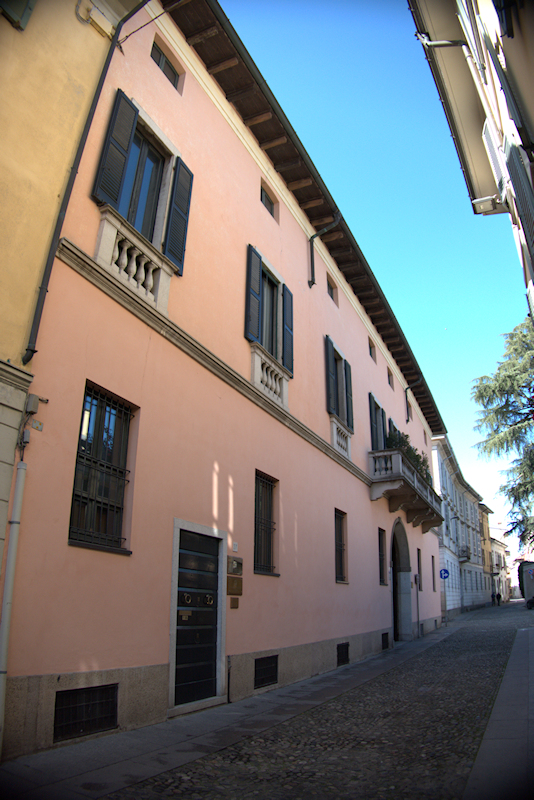
La facciata.

L’edificio si affaccia su via Alemanio Fino presentando un ingresso decentrato provvisto di semplice cornice.
La sobria facciata che si sviluppa su due piani è ingentilita da un balcone sosteuto da mensole, con un balaustra le cui colonnine in pietra sono riprese anche sotto tutte le porte-finestre del primo piano.
Oltre l’androne lastricato con trottatoie si perviene ad un portico con soffitto a cassettoni, a tre fornici con due colonne di ordine ionico i cui capitelli riportano gli stemmi dei Benzoni e degli Alfieri.
Sul lato destro del cortile interno, entrando, si trova un edificio più recente eretto nel XVIII secolo  destinato un tempo ad ospitare le scuderie. L’ala est è ottocentesca , mentre i balconi furono aggiunti nel corso del XX secolo .
Elegante lo scalone settecentesco che sale al piano superiore con due rampe: presenta una balaustra in pietra arenaria e soffitto a volta.

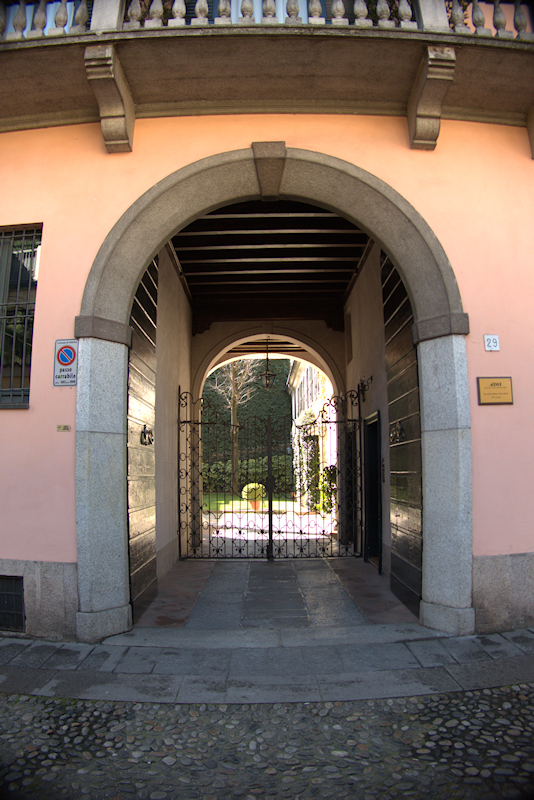
Il portale e l'androne d'ingresso.
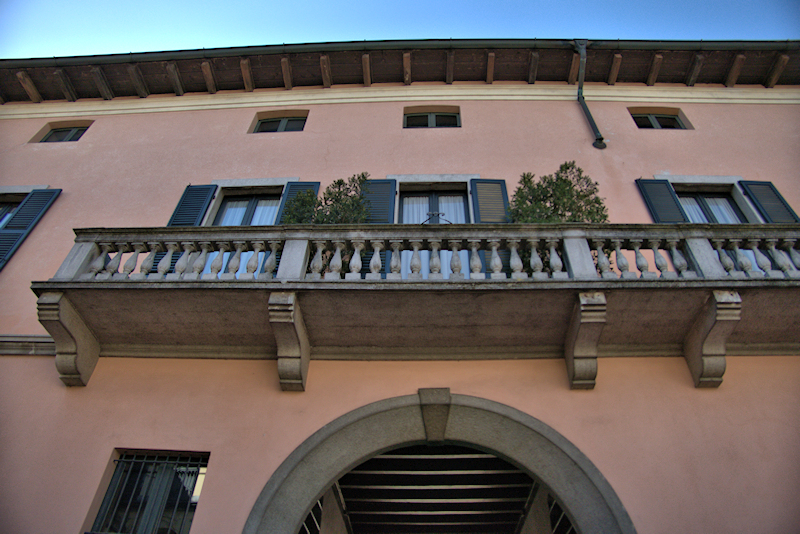
Il lungo balcone.